# دون فرانسيسكو (مذيع تلفزيوني)
ماريو لويس كريوتزبرجر بلومينفيلد (بالإسبانية: Mario Luis Kreutzberger Blumenfeld)‏ (ولد في 28 ديسمبر 1940)، وهو معروف باسم الشهرة دون فرانسيسكو، هو مضيف تلفزيون تشيلي، وشخصية شعبية على شبكة «Univision» تصل إلى المشاهدين الناطقين بالإسبانية في الولايات المتحدة. في عام 2016، وقع في تيليموندو. انه اشتهر بتقديم عروض متنوعة القديمة مثل سابادو جيغانت ودون فرانسيسكو بريسنتا.

## الحياة الشخصية
ولد ماريو كريوتزبرغر في تالكا، تشيلي، إلى آنا (ني بلومينفيلد) وإريك كريوتزبرجر، اللاجئين اليهود الألمان الذين فروا إلى تشيلي للهروب من الحرب العالمية الثانية.

## المهنية
بدأ كريوتزبرجر بتقديم برنامج تلفزيوني في عام 1962 وسماه سابادوس جيغانتيس (Sábados Gigantes) على القناة 13. في ذلك، وقال انه تكييف لعديد من الصيغ التي كان قد رأى في التلفزيون الأمريكي للجمهور التشيلي. لقداشتهر عرضه بسرعة واستمر أكثر من 53 عاما. في عام 1986، بدأ العرض من قبل ونيفيسيون (Univision) في ميامي، فلوريدا، مع نفس الصيغة المستخدمة في تشيلي، مع اسم مختلف قليلا من سابادو جيغانت (Sábados Gigantes). في السنوات الست التالية وضعت كريوتزبرجر عرضا لمدة ثلاث ساعات، بما في ذلك المسابقات والكوميديا والمقابلات وقسم كاميرا السفر (traveling camera).
كاميرا السفر أو كامارا فياجيرا اخذت (أصلا لا بيليكولا إكسترانجيرا، الفيلم الأجنبي) «دون فرانسيسكو» إلى أكثر من 185 بلدا في جميع أنحاء العالم، وكثير منهم أكثر من مرة. أجرى كريوتزبرجر في برنامجه مقابلات مع العديد من المشاهير، بما في ذلك روبرتو دوران، كريستينا ساراليغوي، سوسان تونتون، شاريتين، بيل كلينتون، جورج دبليو بوش، باراك أوباما، بيل غيتس وغيرها الكثير. وبالإضافة إلى ذلك، بدأ يعرض حياة من الفنانين الشهيرة، مثل ليلي استيفان، سيسي فليتاس، العديد من غيرها. ظهر كروتسبرجر كما هو نفسه في الفيلم «The 33»، عن حادثة انهيار منجم كوبيابو 2010.

## التشريفات
- كان عرضه في أطول عرض تلفزيوني في العالم، وفقا لموسوعة غينيس للأرقام القياسية.[3]
- حصل كريوتزبرجر على العديد من الجوائز والنجوم على ممشى الشهرة في هوليوود (على 7018 هوليوود بلفد.).[4]
- في 1 مارس 2012، تم إدخال كريوتزبرجر في قاعة مشاهير الأكاديمية التلفزيونية.[5]
- في 8 سبتمبر 2015، مدينة نيويورك سميت شارع في منطقة واشنطن هايتس تكريما لكريوتزبرجر، اسمه «دون فرانسيسكو بوليفارد».[6]

## روابط خارجية
- دون فرانسيسكو على موقع IMDb (الإنجليزية)
- دون فرانسيسكو على موقع الموسوعة البريطانية (الإنجليزية)
- دون فرانسيسكو على موقع ميوزك برينز (الإنجليزية)
- دون فرانسيسكو على موقع إن إن دي بي (الإنجليزية)
- دون فرانسيسكو على موقع قاعدة بيانات الفيلم (الإنجليزية)